# Kommercelæst
Kommercelæst eller læst var et mål for skibes rummelighed og bæreevne. Omtales som antal læster idet de kan sammenregnes f.eks. årlige læster for en havn. Definitionen af læsten og kommercelæsten vekslede fra land til land.
Målet har været i brug siden middelalderen, og var defineret som et antal tønder med en given vare. Antallet af tønder på en læst varierede efter hvilken vare, der var tale om. Således kunne en læst være lig 18 tønder salt eller 32 tønder malt. I Danmark blev læsten i 1867 ved lov afløst af den britiske registerton.

## Danmark

### Forordningen fra 1632
I henhold til Christian IVs forordning af 12. januar 1632 skulle tolderne måle skibenes drægtighed efter følgende retningslinjer:
et skib 100 fod langt over stavn, 23 fod bredt og 13 fod dybt til 100 læster
et skib 90 fod langt over stavn, 22 fod bredt og 11 fod dybt til 90 læster
et skib 84 fod langt over stavn, 22¼ fod bredt og 11¼ fod dybt til 80 læster
et skib 74 fod langt over stavn, 20 1½ qu. fod bredt og 12 fod dybt til 70 læster
et skib 70 fod langt over stavn, 21 fod bredt og 10½ fod dybt til 60 læster
et skib 64 fod langt over stavn, 20 fod bredt og 10¼ fod dybt til 50 læster
et skib 64 fod langt over stavn, 17 fod bredt og 9 fod ½ qu. dybt til 40 læster
Som medvirkende vanskeligheder ved målingen kan nævnes, at i Christian IVs første forordning blev en skibslæst og en varelæst sat til 22 tønder rug eller 13 tønder sild, smør eller øl, men tønden var ikke ens i de forskellige dele af riget: en dansk tønde blev i lighed med en Segebergtønde, en Lübecktønde og en Hamborgtønde sat til 139,104 liter, men man i Rendsborg og Kiel satte den til 124 liter, i Haderslev til 130 liter, i Møgeltønder til 160,84 liter, i Ribe til 175,88 liter og på Bornholm og på Øsel til 115,92 liter. Og hvor man i Bergen satte 13½ skippund tørfisk til 1 læst, blev den jyske læst sat til 12 skippund svarende til 24 tønder.

### Tiden 1672-1867
Kommercelæsten blev til som udfaldet af forhandlinger med Nederlandene vedrørende trælasttolden i Norge i 1660-erne. Udfaldet blev en "trælastlæst" på 4000 pund for skibe, der hentede tømmer. Beregningen skete efter følgende formel:
```
                                      L x (B1+B2+B3) x (D1+D2+D3) 
                                               242½ x 3 x 3  
```

eller med andre ord længde gange gennemsnitlig bredde gange gennemsnitlig dybde divideret med 242½ – vel at bemærke for et skibe med eet dæk. Ifølge aftalen skulle målene tages i "Amsterdam fod" og tommer, idet 11 tommer = 1 fod. I praksis skete en omregning til tommer med divisoren 322767.
Denne beregningsmåde egnede sig imidlertid ikke til fragter med korn, hvor man regnede med 24 tønder pr ruglæst og en dertil svarende vægt på 5200 pund, hvorfor disse målforhold indførtes i beregningens tæller henholdsvis nævner.
Da metoden blev indført i 1672 i Danmark, ønskede man at give danske skibe en konkurrencemæssig fordel, hvorfor man (i dybeste hemmelighed) fraregnede en sjettedel af læstetallet. Den endelige formel fik dermed følgende udseende:
```
                                      L x (B1+B2+B3) x (D1+D2+D3) x 4000 x 5
                                               242½ x 3 x 3 x 5200 x 6 
```

Denne hemmelige "ommåling" måtte alene foretages af skibsmåleren i København, hvorved myndighederne dels sikrede sig at den skjulte fordel blev holdt hemmelig, dels sikrede sig kontrol med målebrevene.

### Efter 1867
Indtil 1867 svarede kommercelæsten til 150 danske kubikfod og 2600 kg, derefter blev den ved lov fastsat til 2 registertons a 100 engelske kubikfod = 2,83 m³.

### Forskellige varer
Som med træ og korn vanskeliggjordes brugen fra vare til vare. For at overkomme dette problem blev ladningen tidligere i henhold til et af Toldbestyrelsen godkendt Bestuvningsreglement af 29. december 1838 ansat i kommercelæster efter de enkelte varers vægtfylde eller rumfang. Således udgjorde 1300 pund fjer i sække, 5200 pund jern, 34 kubikfod sten, 80 kubikfod egetræ, 23 tønder hvede i sække, 20 4/7 tønder stenkul, 1 hest, 2 stykker hornkvæg til 1 kommercelæst. Varer, der ikke var omtalt i reglementet regnedes, hvis de vejede 65 pund eller mere pr. kubikfod, til 5200 pund, ellers 80 kubikfod pr. kommercelæst.

## Norge
I Norge blev en lest regnet som 12 tønder korn eller 18 tønder kul. En lest kul svarer til 2 m3. 1 tønde korn svarede til 162 liter.
Commerce-lest eller kommerse-lest var målet på lasteevne. I Norge var en kommerse-lest 2.080-2.300 kg afhængig af skibets størrelse. I Danmark var den 2 050-2 800 kg avhengig av type last.

## Sverige
Skeppsläst er også i Sverige et gammelt mål for et fartøjs lasteevne. 1 (svensk) läst = den last (vægt), som krævedes for att trykke et fartøj ned fra lossvattenlinjen til lastvattenlinjen. Fra 1726 udgjorde det 2.448 kg (18 skeppund jernvægt), men fra 1863 anvendtes i stedet begrebet nyläst om 4.250 kg (100 centner eller 10.000 skålpund). År 1874 erstattedes begrebet läst af registerton.

## Finland
I Finland var lästen under svensk indflydelse 2.448 kg

## Tyskland
I Nord-Tyskland udgjorde en læst 3.000 kg.